# ATP Challenger Series 1984
L'ATP Challenger Series è il secondo livello di tornei per professionisti organizzata dall'ATP. Il circuito prevede tornei con un montepremi che può variare da 25.000 a 150.000 dollari.

## Calendario

### Gennaio
| Settimana  | Torneo                                                                                   | Vincitore                                      | Finalista                   | Semifinalisti                | Eliminati ai quarti                                          |
| ---------- | ---------------------------------------------------------------------------------------- | ---------------------------------------------- | --------------------------- | ---------------------------- | ------------------------------------------------------------ |
| 2 gennaio  | Perth Challenger 1984 Perth, Australia Erba €42 500+H Singolare - Doppio                 | Brian Levine 6–1, 6–2                          | Lloyd Bourne                | Craig A. Miller John Frawley | Greg Whitecross Jérôme Vanier Mark Kratzmann Jonathan Canter |
| 2 gennaio  | Perth Challenger 1984 Perth, Australia Erba €42 500+H Singolare - Doppio                 | Broderick Dyke John Van Nostrand 6–2, 6–3      | Peter Carter Mark Hartnett  | Craig A. Miller John Frawley | Greg Whitecross Jérôme Vanier Mark Kratzmann Jonathan Canter |
| 16 gennaio | Amarillo Challenger 1984 Amarillo, Stati Uniti Cemento indoor $25 000 Singolare - Doppio | Martin Davis 6–4, 6–4                          | Robert Seguso               | Bob Green Randy Nixon        | Leif Shiras Bruce Manson Pat DuPré Ken Flach                 |
| 16 gennaio | Amarillo Challenger 1984 Amarillo, Stati Uniti Cemento indoor $25 000 Singolare - Doppio | Martin Davis Chris Dunk 6–2, 6–3               | Mike Brunnberg Bruce Kleege | Bob Green Randy Nixon        | Leif Shiras Bruce Manson Pat DuPré Ken Flach                 |
| 23 gennaio | Guarujá Challenger 1984 Guarujá, Brasile Terra rossa €42 500+H Singolare - Doppio        | Givaldo Barbosa 6–4, 6–3                       | Pedro Rebolledo             | Pablo Arraya Jaime Fillol    | Francisco Yunis Álvaro Fillol Eleutério Martins Cássio Motta |
| 23 gennaio | Guarujá Challenger 1984 Guarujá, Brasile Terra rossa €42 500+H Singolare - Doppio        | Marcos Hocevar Alexandre Hocevar 6–7, 6–4, 6–4 | Jaime Fillol Álvaro Fillol  | Pablo Arraya Jaime Fillol    | Francisco Yunis Álvaro Fillol Eleutério Martins Cássio Motta |

### Febbraio
| Settimana   | Torneo                                                                                  | Vincitore                                     | Finalista                       | Semifinalisti                   | Eliminati ai quarti                                                  |
| ----------- | --------------------------------------------------------------------------------------- | --------------------------------------------- | ------------------------------- | ------------------------------- | -------------------------------------------------------------------- |
| 6 febbraio  | Agadir Challenger 1984 Agadir, Marocco Terra rossa $25 000 Singolare - Doppio           | Alberto Tous 6–1, 6–0                         | Bernard Boileau                 | Claudio Mezzadri Juan Avendaño  | Houcine Saber Trevor Allan Gabriel Urpí Roberto Vizcaíno             |
| 6 febbraio  | Agadir Challenger 1984 Agadir, Marocco Terra rossa $25 000 Singolare - Doppio           | Charles Strode Morris Strode 6–3, 6–4         | Juan Avendaño Emilio Sánchez    | Claudio Mezzadri Juan Avendaño  | Houcine Saber Trevor Allan Gabriel Urpí Roberto Vizcaíno             |
| 27 febbraio | Cairo Challenger 1984 Il Cairo, Egitto Terra rossa $25 000 Singolare - Doppio           | Fernando Luna 6–4, 6–2                        | Mark Dickson                    | Terry Moor Juan Avendaño        | Fernando Soler Mario Martinez Alberto Tous Tom Cain                  |
| 27 febbraio | Cairo Challenger 1984 Il Cairo, Egitto Terra rossa $25 000 Singolare - Doppio           | Brett Dickinson Drew Gitlin 7–6, 6–3          | Marcel Freeman Tim Wilkison     | Terry Moor Juan Avendaño        | Fernando Soler Mario Martinez Alberto Tous Tom Cain                  |
| 29 febbraio | Viña del Mar Challenger 1984 Viña del Mar, Cile Terra rossa $100 000 Singolare - Doppio | Álvaro Fillol 6–4, 6–4                        | Hans Gildemeister               | Tim Wilkison Eduardo Bengoechea | Carlos Gattiker Manuel Rodríguez Guillermo Rivas Juan Pablo Queirolo |
| 29 febbraio | Viña del Mar Challenger 1984 Viña del Mar, Cile Terra rossa $100 000 Singolare - Doppio | Carlos Gattiker Gustavo Tiberti 6–4, 5–7, 6–3 | Hans Gildemeister Belus Prajoux | Tim Wilkison Eduardo Bengoechea | Carlos Gattiker Manuel Rodríguez Guillermo Rivas Juan Pablo Queirolo |

### Marzo
| Settimana | Torneo                                                                               | Vincitore                                  | Finalista                          | Semifinalisti                       | Eliminati ai quarti                                     |
| --------- | ------------------------------------------------------------------------------------ | ------------------------------------------ | ---------------------------------- | ----------------------------------- | ------------------------------------------------------- |
| 5 marzo   | Bahrain Challenger 1984 Bahrein, Bahrain Cemento $25 000 Singolare - Doppio          | Tim Wilkison 7–5, 6–0                      | Terry Moor                         | Drew Gitlin Leif Shiras             | Marcel Freeman Peter Elter Larry Stefanki Mark Dickson  |
| 5 marzo   | Bahrain Challenger 1984 Bahrein, Bahrain Cemento $25 000 Singolare - Doppio          | David Dowlen Nduka Odizor 7–6, 4–6, 6–3    | Martin Davis Larry Stefanki        | Drew Gitlin Leif Shiras             | Marcel Freeman Peter Elter Larry Stefanki Mark Dickson  |
| 5 marzo   | Vienna Challenger 1984 Vienna, Austria Sintetico indoor €42 500+H Singolare - Doppio | Jan Gunnarsson 6–3, 6–3                    | John Sadri                         | Rick Meyer Danie Visser             | Simone Colombo Jérôme Vanier David Pate Rolf Gehring    |
| 5 marzo   | Vienna Challenger 1984 Vienna, Austria Sintetico indoor €42 500+H Singolare - Doppio | Bruce Manson David Pate 6–3, 6–4           | Peter Bastiansen Michael Mortensen | Rick Meyer Danie Visser             | Simone Colombo Jérôme Vanier David Pate Rolf Gehring    |
| 26 marzo  | Tunis Challenger 1984 Tunisi, Tunisia Terra rossa €42 500+H Singolare - Doppio       | Henrik Sundström 6–1, 6–4                  | Thierry Tulasne                    | Francesco Cancellotti Fernando Luna | Alberto Tous Zoltán Kuhárszky Juan Aguilera Peter Elter |
| 26 marzo  | Tunis Challenger 1984 Tunisi, Tunisia Terra rossa €42 500+H Singolare - Doppio       | Ernie Fernandez Michael Mortensen 6–3, 6–4 | Peter Elter Andreas Maurer         | Francesco Cancellotti Fernando Luna | Alberto Tous Zoltán Kuhárszky Juan Aguilera Peter Elter |

### Aprile
| Settimana | Torneo                                                                                          | Vincitore                                   | Finalista                     | Semifinalisti                   | Eliminati ai quarti                                              |
| --------- | ----------------------------------------------------------------------------------------------- | ------------------------------------------- | ----------------------------- | ------------------------------- | ---------------------------------------------------------------- |
| 2 aprile  | Ashkelon Challenger 1984 Ascalona, Israele Cemento $35 000+H Singolare - Doppio                 | Bruce Manson 6–7, 6–3, 7–6                  | Shahar Perkiss                | Jonathan Smith Michiel Schapers | Leo Palin Drew Gitlin Henri de Wet Jeff Turpin                   |
| 2 aprile  | Ashkelon Challenger 1984 Ascalona, Israele Cemento $35 000+H Singolare - Doppio                 | Bruce Manson Jeff Turpin 6–2, 6–2           | Leo Palin Michiel Schapers    | Jonathan Smith Michiel Schapers | Leo Palin Drew Gitlin Henri de Wet Jeff Turpin                   |
| 16 aprile | San Luis Potosí Challenger 1984 San Luis Potosí, Messico Terra rossa $25 000 Singolare - Doppio | Tim Wilkison 6–2, 6–2                       | Javier Contreras              | Ross Case Juan Hernández        | Randy Nixon Charles Strode Francisco Maciel Rick Fagel           |
| 16 aprile | San Luis Potosí Challenger 1984 San Luis Potosí, Messico Terra rossa $25 000 Singolare - Doppio | Juan Hernández Francisco Maciel 6–4, 6–2    | Ross Case Chris Dunk          | Ross Case Juan Hernández        | Randy Nixon Charles Strode Francisco Maciel Rick Fagel           |
| 23 aprile | Marrakech Challenger 1984 Marrakech, Marocco Terra rossa €42 500+H Singolare - Doppio           | Hans Gildemeister 6–7, 6–2, 6–1             | Chuck Willenborg              | Simone Colombo Patrice Kuchna   | Jeremy Bates Peter Elter Carlos Castellan Georges Goven          |
| 23 aprile | Marrakech Challenger 1984 Marrakech, Marocco Terra rossa €42 500+H Singolare - Doppio           | Terry Moor Blaine Willenborg 6–4, 6–7, 9–7  | Jeremy Bates Michiel Schapers | Simone Colombo Patrice Kuchna   | Jeremy Bates Peter Elter Carlos Castellan Georges Goven          |
| 23 aprile | Montreal Challenger 1984 Montréal, Canada Cemento indoor €42 500+H Singolare - Doppio           | John Sadri 6–2, 6–4                         | Greg Holmes                   | Leif Shiras Lloyd Bourne        | Bud Schultz Tony Giammalva Tim Wilkison Matt Mitchell            |
| 23 aprile | Montreal Challenger 1984 Montréal, Canada Cemento indoor €42 500+H Singolare - Doppio           | Andy Kohlberg Rick Meyer 3–6, 6–4, 6–2      | Sean Brawley Leif Shiras      | Leif Shiras Lloyd Bourne        | Bud Schultz Tony Giammalva Tim Wilkison Matt Mitchell            |
| 30 aprile | Parioli Challenger 1984 Parioli, Italia Terra rossa $100 000 Singolare - Doppio                 | John Frawley 6–4, 7–5                       | Francisco Yunis               | Claudio Mezzadri Shahar Perkiss | Blaine Willenborg Michiel Schapers Luca Bottazzi Ferrante Rocchi |
| 30 aprile | Parioli Challenger 1984 Parioli, Italia Terra rossa $100 000 Singolare - Doppio                 | Simone Colombo Gianni Ocleppo 4–6, 6–4, 6–3 | John Frawley Michiel Schapers | Claudio Mezzadri Shahar Perkiss | Blaine Willenborg Michiel Schapers Luca Bottazzi Ferrante Rocchi |

### Maggio
| Settimana | Torneo                                                                                            | Vincitore                                    | Finalista                       | Semifinalisti                    | Eliminati ai quarti                                            |
| --------- | ------------------------------------------------------------------------------------------------- | -------------------------------------------- | ------------------------------- | -------------------------------- | -------------------------------------------------------------- |
| 7 maggio  | Curitiba Challenger 1984 Curitiba, Brasile Terra rossa €42 500+H Singolare - Doppio               | Martín Jaite 6–2, 6–4                        | Ivan Kley                       | Craig Wittus Alejandro Ganzábal  | Roger Guedes Eleutério Martins Edvaldo Oliveira Gabriel Mattos |
| 7 maggio  | Curitiba Challenger 1984 Curitiba, Brasile Terra rossa €42 500+H Singolare - Doppio               | Nelson Aerts Alexandre Hocevar 6–4, 2–6, 7–6 | Ivan Kley Fernando Roese        | Craig Wittus Alejandro Ganzábal  | Roger Guedes Eleutério Martins Edvaldo Oliveira Gabriel Mattos |
| 7 maggio  | Nagoya Challenger 1984 Nagoya, Giappone Cemento $25 000 Singolare - Doppio                        | Glenn Layendecker 7–5, 6–4                   | David Mustard                   | Jeff Turpin David Dowlen         | Shigeyuki Nishio Charles Strode Charlie Fancutt Joel Bailey    |
| 7 maggio  | Nagoya Challenger 1984 Nagoya, Giappone Cemento $25 000 Singolare - Doppio                        |                                              |                                 | Jeff Turpin David Dowlen         | Shigeyuki Nishio Charles Strode Charlie Fancutt Joel Bailey    |
| 7 maggio  | Sutton Challenger 1984 Sutton, Gran Bretagna Terra rossa $25 000 Singolare - Doppio               | David Mustard 3–6, 6–4, 6–2                  | Steve Shaw                      | Stanislav Birner Ferrante Rocchi | Jacques Hervet Georges Goven Olli Rahnasto Bruno Dadillon      |
| 7 maggio  | Sutton Challenger 1984 Sutton, Gran Bretagna Terra rossa $25 000 Singolare - Doppio               | Mark Kratzmann Simon Youl 4–6, 6–3, 6–4      | Stanislav Birner Broderick Dyke | Stanislav Birner Ferrante Rocchi | Jacques Hervet Georges Goven Olli Rahnasto Bruno Dadillon      |
| 14 maggio | Lee-On-Solent Challenger 1984 Lee-On-Solent, Gran Bretagna Terra rossa $25 000 Singolare - Doppio | Simon Youl 7–6, 4–6, 6–3                     | Jeremy Bates                    | David Mustard Magnus Tideman     | Bruce Manson Shahar Perkiss Bruce Foxworth Raúl Viver          |
| 14 maggio | Lee-On-Solent Challenger 1984 Lee-On-Solent, Gran Bretagna Terra rossa $25 000 Singolare - Doppio |                                              |                                 | David Mustard Magnus Tideman     | Bruce Manson Shahar Perkiss Bruce Foxworth Raúl Viver          |
| 14 maggio | Spring Challenger 1984 Spring, Stati Uniti Cemento indoor $25 000 Singolare - Doppio              | Vijay Amritraj 7–5, 4–6, 7–6                 | Leif Shiras                     | Nduka Odizor Andy Kohlberg       | Ron Hightower John Mattke David Dowlen Mark Wooldridge         |
| 14 maggio | Spring Challenger 1984 Spring, Stati Uniti Cemento indoor $25 000 Singolare - Doppio              | Andy Kohlberg Rick Meyer 6–4, 3–6, 7–6       | Ron Hightower John Mattke       | Nduka Odizor Andy Kohlberg       | Ron Hightower John Mattke David Dowlen Mark Wooldridge         |

### Giugno
| Settimana | Torneo                                                                               | Vincitore                                  | Finalista                           | Semifinalisti                     | Eliminati ai quarti                                               |
| --------- | ------------------------------------------------------------------------------------ | ------------------------------------------ | ----------------------------------- | --------------------------------- | ----------------------------------------------------------------- |
| 4 giugno  | Bielefeld Challenger 1984 Bielefeld, Germania Terra rossa $75 000 Singolare - Doppio | Josef Čihák 6–2, 7–5                       | Peter Elter                         | Wolfgang Popp Alexander Zverev    | Víctor Pecci Carlos Castellan José López Maeso Hans-Dieter Beutel |
| 4 giugno  | Bielefeld Challenger 1984 Bielefeld, Germania Terra rossa $75 000 Singolare - Doppio | Peter Elter Stefan Hermann 6–4, 6–4        | Huub van Boeckel Jan Vanlangendonck | Wolfgang Popp Alexander Zverev    | Víctor Pecci Carlos Castellan José López Maeso Hans-Dieter Beutel |
| 4 giugno  | Tampere Open 1984 Tampere, Finlandia Terra rossa €42 500 Singolare - Doppio          | Luca Bottazzi 6–2, 6–3                     | Peter Svensson                      | Jon Levine Johan Carlsson         | Peter Bastiansen Massimo Zampieri Morten Rønneberg Bruce Manson   |
| 4 giugno  | Tampere Open 1984 Tampere, Finlandia Terra rossa €42 500 Singolare - Doppio          | David Mustard Jonathan Smith 6–3, 6–4      | Ronnie Båthman Luca Bottazzi        | Jon Levine Johan Carlsson         | Peter Bastiansen Massimo Zampieri Morten Rønneberg Bruce Manson   |
| 11 giugno | Brescia Challenger 1984 Brescia, Italia Terra rossa $100 000 Singolare - Doppio      | Christophe Roger-Vasselin 6–4, 7–6         | Jordi Arrese                        | Roberto Vizcaíno Jorge Bardou     | Massimo Zampieri Francisco Yunis Raúl Viver Martín Jaite          |
| 11 giugno | Brescia Challenger 1984 Brescia, Italia Terra rossa $100 000 Singolare - Doppio      | Jacques Hervet Jérôme Vanier 7–5, 2–6, 6–4 | Alejandro Ganzábal Carlos Gattiker  | Roberto Vizcaíno Jorge Bardou     | Massimo Zampieri Francisco Yunis Raúl Viver Martín Jaite          |
| 18 giugno | Dortmund Challenger 1984 Dortmund, Germania Terra rossa $75 000 Singolare - Doppio   | Francisco Maciel 6–2, 6–4                  | Víctor Pecci                        | Eduardo Bengoechea Magnus Tideman | Jan Vanlangendonck Jaime Fillol Karl Meiler Damir Keretić         |
| 18 giugno | Dortmund Challenger 1984 Dortmund, Germania Terra rossa $75 000 Singolare - Doppio   | Jaime Fillol Álvaro Fillol 6–3, 6–4        | Eduardo Bengoechea José López Maeso | Eduardo Bengoechea Magnus Tideman | Jan Vanlangendonck Jaime Fillol Karl Meiler Damir Keretić         |

### Luglio
| Settimana | Torneo                                                                                   | Vincitore                                   | Finalista                     | Semifinalisti                | Eliminati ai quarti                                             |
| --------- | ---------------------------------------------------------------------------------------- | ------------------------------------------- | ----------------------------- | ---------------------------- | --------------------------------------------------------------- |
| 2 luglio  | Travemunde Open 1984 Travemünde, Germania Terra rossa $75 000 Singolare - Doppio         | Vadim Borisov 7–5, 7–5                      | Alejandro Ganzábal            | Eric Jelen Karl Meiler       | Juan Avendaño Álvaro Fillol Damir Keretić Sergio Casal          |
| 2 luglio  | Travemunde Open 1984 Travemünde, Germania Terra rossa $75 000 Singolare - Doppio         | Johan Carlsson Peter Svensson 5–7, 6–4, 6–2 | Igor Flego Shahar Perkiss     | Eric Jelen Karl Meiler       | Juan Avendaño Álvaro Fillol Damir Keretić Sergio Casal          |
| 9 luglio  | Neunkirchen Challenger 1984 Neunkirchen, Germania Terra rossa $75 000 Singolare - Doppio | Marián Vajda 6–2, 7–5                       | Miroslav Lacek                | Ivan Kley Marcelo Ingaramo   | Francisco Maciel Raúl Viver Carlos Di Laura Carlos Castellan    |
| 9 luglio  | Neunkirchen Challenger 1984 Neunkirchen, Germania Terra rossa $75 000 Singolare - Doppio | Hans-Dieter Beutel Christoph Zipf 7–6, 7–5  | Ulf Fischer Eric Jelen        | Ivan Kley Marcelo Ingaramo   | Francisco Maciel Raúl Viver Carlos Di Laura Carlos Castellan    |
| 30 luglio | Neu Ulm Challenger 1984 Nuova Ulma, Germania Terra rossa $75 000 Singolare - Doppio      | Kent Carlsson 6–3, 6–1                      | Raúl Viver                    | Marián Vajda Andrej Česnokov | Alexander Zverev Andreas Maurer Vadim Borisov Jaroslav Navrátil |
| 30 luglio | Neu Ulm Challenger 1984 Nuova Ulma, Germania Terra rossa $75 000 Singolare - Doppio      | Stefan Hermann Brian Levine 6–4, 7–5        | Eduardo Oncins Fernando Roese | Marián Vajda Andrej Česnokov | Alexander Zverev Andreas Maurer Vadim Borisov Jaroslav Navrátil |

### Agosto
| Settimana | Torneo                                                                            | Vincitore                              | Finalista                   | Semifinalisti           | Eliminati ai quarti                               |
| --------- | --------------------------------------------------------------------------------- | -------------------------------------- | --------------------------- | ----------------------- | ------------------------------------------------- |
| 13 agosto | Winnetka Challenger 1984 Winnetka, Stati Uniti Cemento $25 000 Singolare - Doppio | Marc Flur 6–3, 6–4                     | Mike Leach                  | David Pate David Dowlen | Andy Andrews Brian Levine Howard Sands Steve Shaw |
| 13 agosto | Winnetka Challenger 1984 Winnetka, Stati Uniti Cemento $25 000 Singolare - Doppio | Dan Goldie Michael Kures 3–6, 6–4, 7–5 | Ricardo Acuña Belus Prajoux | David Pate David Dowlen | Andy Andrews Brian Levine Howard Sands Steve Shaw |

### Settembre
| Settimana    | Torneo                                                                                  | Vincitore                                    | Finalista                               | Semifinalisti               | Eliminati ai quarti                                                |
| ------------ | --------------------------------------------------------------------------------------- | -------------------------------------------- | --------------------------------------- | --------------------------- | ------------------------------------------------------------------ |
| 3 settembre  | Messina Challenger 1984 Messina, Italia Terra rossa $50 000 Singolare - Doppio          | Víctor Pecci 6–0, 6–3                        | Eduardo Bengoechea                      | Miloslav Mečíř Martín Jaite | Ferrante Rocchi Tarik Benhabiles Kent Carlsson Marcello Bassanelli |
| 3 settembre  | Messina Challenger 1984 Messina, Italia Terra rossa $50 000 Singolare - Doppio          | Ronnie Båthman Magnus Tideman 1–6, 6–1, 10–8 | Martín Jaite Víctor Pecci               | Miloslav Mečíř Martín Jaite | Ferrante Rocchi Tarik Benhabiles Kent Carlsson Marcello Bassanelli |
| 10 settembre | Thessaloniki Challenger 1984 Salonicco, Grecia Terra rossa €42 500+H Singolare - Doppio | Steve Shaw 6–2, 6–4                          | Stefan Svensson                         | Egan Adams Magnus Tideman   | Eduardo Oncins Roger Knapp Guillermo Stevens Marcelo Ingaramo      |
| 10 settembre | Thessaloniki Challenger 1984 Salonicco, Grecia Terra rossa €42 500+H Singolare - Doppio | Jeremy Bates Steve Shaw 6–2, 6–4             | George Kalovelonis Slobodan Živojinović | Egan Adams Magnus Tideman   | Eduardo Oncins Roger Knapp Guillermo Stevens Marcelo Ingaramo      |

### Ottobre
Nessun evento

### Novembre
| Settimana   | Torneo                                                                                 | Vincitore                                     | Finalista                     | Semifinalisti                   | Eliminati ai quarti                                               |
| ----------- | -------------------------------------------------------------------------------------- | --------------------------------------------- | ----------------------------- | ------------------------------- | ----------------------------------------------------------------- |
| 5 novembre  | Helsinki Challenger 1984 Helsinki, Finlandia Cemento indoor €42 500 Singolare - Doppio | Jakob Hlasek 6–4, 6–3                         | Johan Carlsson                | Leo Palin Jörgen Windahl        | Jonas Svensson Andy Kohlberg Olli Rahnasto Ronnie Båthman         |
| 5 novembre  | Helsinki Challenger 1984 Helsinki, Finlandia Cemento indoor €42 500 Singolare - Doppio | Jakob Hlasek Alexandre Hocevar 7–6, 6–4       | Ronnie Båthman Magnus Tideman | Leo Palin Jörgen Windahl        | Jonas Svensson Andy Kohlberg Olli Rahnasto Ronnie Båthman         |
| 19 novembre | Benin City Challenger 1984 Ogun, Nigeria Cemento €42 500+H Singolare - Doppio          | Nduka Odizor 6–2, 6–2                         | Alessandro De Minicis         | Sadiq Abdullahi Mark Wooldridge | David Imonitie George Kalovelonis Bruno Dadillon Dominik Utzinger |
| 19 novembre | Benin City Challenger 1984 Ogun, Nigeria Cemento €42 500+H Singolare - Doppio          | Tony Mmoh Nduka Odizor Defaulted              | Menno Oosting Mark Wooldridge | Sadiq Abdullahi Mark Wooldridge | David Imonitie George Kalovelonis Bruno Dadillon Dominik Utzinger |
| 26 novembre | Bahia Challenger 1984 Bahia, Brasile Cemento $100 000 Singolare - Doppio               | Horacio de la Peña 6–4, 5–7, 7–5              | Marcos Hocevar                | José Luis Clerc Ricardo Acuña   | Eduardo Bengoechea Eleutério Martins Pedro Rebolledo Ivan Kley    |
| 26 novembre | Bahia Challenger 1984 Bahia, Brasile Cemento $100 000 Singolare - Doppio               | Ricardo Acuña Hans Gildemeister 6–3, 1–6, 7–6 | Givaldo Barbosa João Soares   | José Luis Clerc Ricardo Acuña   | Eduardo Bengoechea Eleutério Martins Pedro Rebolledo Ivan Kley    |